# باشگاه کد
باشگاه کد (به انگلیسی: Code Club) یک ابتکار داوطلبانه است که در سال ۲۰۱۲ تأسیس شد. هدف این طرح فراهم آوردن فرصت‌هایی برای کودکان ۹ تا ۱۳ ساله است تا مهارت کدنویسی را از طریق باشگاه‌های رایگان بعد از مدرسه پرورش دهند. از نوامبر ۲۰۱۵، بیش از ۳۸۰۰ مدرسه و سایر اماکن عمومی، یک باشگاه کد ایجاد کردند که به‌طور منظم ۴۴۰۰۰ جوان در سراسر انگلستان در آن شرکت می‌کردند. این سازمان در سطح بین‌المللی نیز گسترش یافت و هم‌اکنون بیش از ۱۳۰۰۰ باشگاه کد در سراسر جهان فعالیت می‌کنند. برنامه‌نویسان و توسعه‌دهندگان داوطلب نرم‌افزار، وقت خود را برای اجرای جلسات باشگاه کد، انتقال مهارت‌های برنامه‌نویسی و راهنمایی دانشجویان جوان، اختصاص می‌دهند. کودکان بازی‌های رایانه‌ای، انیمیشن‌ها و وب‌سایت‌های خود را ایجاد می‌کنند و یاد می‌گیرند که چگونه به‌طور خلاقانه‌ای از فناوری استفاده کنند.
این باشگاه دارای زبان‌های پایتون، اسکرچ، اچ‌تی‌ام‌ال و سی‌اس‌اس و انواع دیگر زبان‌های برنامه‌نویسی است. این ابتکار همچنین بی‌بی‌سی میکرو که بیت‌های رایگان برای کودکان بالای ۹ سال را ارائه می‌دهد.

## فناوری‌ها
این برنامه درسی به کودکان اسکرچ، اچ‌تی‌ام‌ال و سی‌اس‌اس و پایتون را آموزش می‌دهد. دانش‌آموزان و معلمان از برنامه مرورگر وب Trinket برای نوشتن کد استفاده می‌کنند.